# American Gods
American Gods es una novela de Neil Gaiman. El libro fue publicado el 19 de junio de 2001 por Headline en el Reino Unido y por William Morrow en los Estados Unidos.

## Reseña
El libro es una mezcla de folclore estadounidense, fantasía, y aportaciones de distintas mitologías, todas girando alrededor del misterioso y taciturno protagonista, llamado Shadow (Sombra). Es la cuarta novela de Gaiman, precedida por Buenos Presagios (en colaboración con Terry Pratchett),  Neverwhere, y Stardust. Varios de los temas que trata el libro fueron previamente vistos en The Sandman, novela gráfica que es una de sus obras más populares.
Dos ediciones limitadas han sido publicadas por Hill House Publishers. Tienen 12.000 palabras más que las ediciones normales, y son las preferidas de Neil Gaiman. El 28 de febrero de 2008, Gaiman anunció que durante un mes, el texto completo de American Gods estaría disponible para el público en la página web de su editor.
Dos versiones sonoras de la novela se produjeron y publicaron por Harper Audio: una versión sin resumir de la edición original, leída por George Guidall, lanzada en 2001; un audiolibro completo de la edición del décimo aniversario, estrenada en 2011.
La siguiente novela de Gaiman, Los hijos de Anansi, fue concebida antes de American Gods, y comparte con ella un personaje, Mr. Nancy (Anansi). No se trata de una continuación, pero puede ser parte del mismo mundo ficticio, o puede tratarse simplemente de un guiño habitual en la obra de Neil Gaiman, que suele citar tanto a otros autores como a su propia obra. La novela Monarch of the Glen continúa con los viajes de Shadow. En esta historia también aparecen Mr. Alice y Mr. Smith, un par de hombres de dudosa reputación que ya habían aparecido en una historia corta de Gaiman llamada Keepsakes and Treasures, lo que podría sugerir que este cuento fuera también parte del mundo de American Gods.

## Resumen
La trama del libro sigue las aventuras de Sombra (Shadow en el texto original), liberado de prisión unos días antes debido a la muerte de su esposa, Laura, en un accidente de tráfico en el que también muere su mejor amigo. Todos los planes de Shadow para cuando saliese de prisión (estar con su mujer y trabajar para su amigo) se vienen abajo. Shadow empieza a trabajar para el Sr. Wednesday (Sr. Miércoles) como guardaespaldas, y de esta forma viaja por los Estados Unidos, visitando viejos colegas de Wednesday.
Con el tiempo la historia revela que Wednesday es una encarnación de Odín y está reclutando viejos dioses, cuyos poderes han disminuido por el tiempo y la falta de creyentes, para participar en una guerra contra los nuevos dioses, manifestaciones de la tecnología moderna (Internet, medios, transporte, etc.).
La novela está llena de personajes mitológicos de diversas culturas, como el dios Odín, Loki, Chernabog, las Zoryas, las Nornas, Anansi, Eostre, Kali, Thoth, Anubis, Horus, Bast y muchos más. También hay algunos personajes de The Sandman y otros personajes mitológicos pero no divinos, figuras legendarias o héroes del folklore estadounidense, como Johnny Appleseed. En la novela se insinúa que el mismo Shadow es Baldr, lo cual es confirmado en "Monarch of the Glen". 
Otro personaje, que aparece en el capítulo más erótico del libro, es Bilquis, un súcubo que supuestamente es una reinvención de la Reina de Saba, posteriormente asesinada por uno de los nuevos dioses. Lo sexual juega un rol importante en la trama de la novela; Mr. Wednesday corteja muchas mujeres jóvenes en el transcurso de sus viajes, mientras que Shadow es seducido por una encarnación de la diosa egipcia Bast. Una excepción al contenido sexual es la Zorya de la Estrella de medianoche, quien amistosamente le regala a Shadow la Luna, pero no pide nada a cambio.
Cuando los nuevos dioses asesinan a Wednesday, Shadow obedece sus antiguas órdenes cumpliendo su vigilia, lo cual realiza imitando el acto de Odín de colgarse durante nueve días del Árbol del Mundo atravesado por una lanza. Shadow muere y visita la tierra de los muertos, donde es guiado por el Sr. Ibis (Thoth) y juzgado por el Sr. Jacquel (Anubis). Eostre posteriormente le trae de vuelta a la vida, obedeciendo órdenes que realmente no entiende. Durante el periodo en que Shadow está entre la vida y la muerte, se entera de que es hijo de Wednesday, concebido como parte de sus planes.
En el clímax de la historia Shadow revela que América es una mala tierra para los dioses, que sus poderes se desvanecen y mueren en esta tierra. El líder de los nuevos dioses resulta ser el viejo Loki, y se revela que todo es un complot de Odín y Loki: provocar una batalla entre los dioses, con el objetivo de que el poder de Odín se alimente de la batalla y la muerte de los dioses, y que el de Loki se alimente del caos inherente a la guerra. De esta forma recuperarían gran parte de su poder, o serían más fuertes que nunca.
Luego Shadow visita Islandia, donde conoce a otra encarnación (quizás la original) de Odín. Shadow habla con Odín como si este fuera Wednesday, pero se termina dando cuenta de que aunque Wednesday es Odín, Odín no es Wednesday. Shadow le entrega a Odín el ojo de vidrio de Wednesday, y este lo guarda en su bolsa de cuero para protegerlo.

## Personajes
Sombra-Mike Ainsel: El protagonista de la historia, salió de la cárcel antes de lo previsto al morir su esposa y su mejor amigo en un accidente de tráfico. Al salir, el Señor Wednesday le ofreció un trabajo: sería su guardaespaldas y chico de los recados. Durante la primera parte del libro, Sombra y Wednesday viajan por Estados Unidos visitando viejos conocidos de Wednesday y convenciéndolos de que se sumen a su causa, la guerra contra las nuevas tecnologías. Durante la segunda parte Sombra se instala en un aparentemente tranquilo pueblo llamado Lakeside, en Wisconsin, donde adopta el nombre de Mike Ainsel y hace nuevos amigos, encubriendo su identidad y trabajo.
Señor Wednesday-Odín: Es el jefe de Sombra y un poderoso y fiero hombre que está dispuesto a hacer cualquier cosa, conoce muchas cosas acerca del mundo de los dioses y es una fuente indispensable de saber. Cuando Sombra viaja junto a él descubre lo más íntimo de la realidad americana. Le encanta conquistar a mujeres (especialmente si son vírgenes) y tener siempre la razón.
Señor Jacquel-Anubis: Junto con el Señor Ibis es el dueño de una funeraria en Cairo, un pequeño pueblecito. Es el dios de los Muertos egipcio. Wednesday le llama "chacal".
Señor Ibis-Thot: Es el compañero del señor Jacquel y socio en su negocio de la funeraria. Junto con él, acogen a Sombra y le dan trabajo como conductor del coche fúnebre. Al igual que Jacquel, es muy amigo del señor Wednesday. Es el Dios de la Sabiduría y el Escriba de los Dioses para los egipcios.
Señor Nancy-Compé Anansi: Es el mejor amigo de Wednesday y un fiel aliado. Le tiene mucho cariño a Sombra y no duda en ir a buscarlo. El señor Nancy es el padre, en el libro "Los hijos de Anansi", de Charlie Nancy y Araña.
Laura Moon: Es la esposa fallecida de Sombra. Durante los años en que estuvo en la cárcel su marido, ella se dedicó a acostarse con Robbie Burton, el mejor amigo de Sombra, aunque explica que solo lo hizo para no sentirse sola y que tenía la intención de terminar el romance antes de que volviera Sombra, pero unos días antes de que saliera de la cárcel, Laura y Robbie tuvieron un accidente de coche donde los dos fallecieron. A lo largo de la historia Laura visita en forma de zombi a Sombra gracias a la magia de una misteriosa moneda que Sombra arrojó a su tumba.

#### Personajes Secundarios.
Chernobog: Es un anciano que vive en Chicago junto con su familia, las hermanas Zoryas. Le gusta jugar a las damas, e hizo una apuesta con Sombra: la primera partida que jugaron Sombra perdió, apostando que si lo hacía, Chernobog le daría un golpe en la cabeza con un mazo. La segunda partida Sombra ganó, obligando a que Chernobog se uniera a la causa de Wednesday, pero aún debiendo cumplir con la primera apuesta en el futuro. A pesar de ese detalle, Sombra le cae bien y le tiene mucho cariño. Es amigo de Wednesday y el señor Nancy. Tiene un hermano desaparecido, Bielebog.
Hinzelmann: El primer amigo que Sombra hace al asentarse en el pueblo de Lakeside haciéndose pasar por Mike Ainsel. Hinezelmann es su guía pueblerino, se encarga de hacer apuestas en invierno y de manejar todo el cotarro de la ciudad. Tiene un viejo coche llamado Tessie que mantiene guardado en invierno. Además guarda un oscuro secreto.
Easter-Eostre "La Pascua": Es una jovencita rubia que cree que su festividad es una de las que todavía se celebra en todo el mundo y más devotos tiene. Pero Wednesday le hace ver la verdad sobre la gente que celebra la Pascua y se acaba uniendo a la empresa de Wednesday. Tiene un poderoso poder: devolver la vida.
Low-Key Lyesmith-Loki: Un villano del libro, tiene oscuros secretos y planes, siempre engañando y mintiendo sobre sus verdaderas intenciones. Muestra mucho interés en Sombra. Muere cuando Laura lo empala junto con ella.
Marguerit Olsen: Es una mujer divorciada que vive en Lakeside, es vecina de Sombra en el bloque de apartamento donde reside durante su estancia allí. Estaba casada y tenía dos hijos, pero uno de ellos, el mayor desapareció hace años. Marguerit siempre pensó que se había marchado con su padre. Ahora solo vive con su hijo pequeño, León.
Samantha "Sam" Cuervo Negro: Es una estudiante de bellas artes que Sombra conoció haciendo auto-stop. Le gusta hacer figuras de bronce y tiene ascendencia nativo americana. Es la media hermana menor de Marguerit (por parte paterna) y la tía de León.
Chad Mulligan: Otro amigo de Sombra en Lakeside, es el sheriff del pueblo y amigo de Hinzelmann y de Marguerit. Su prima segunda, Audrey Burton, es la viuda de Robbie, el mejor amigo de Sombra y amante de Laura. Chad está dispuesto a confiar en el nuevo ciudadano de su pueblo, aún cuando sospecha que Sombra no es quien dice ser. Está enamorado de Marguerit, aunque él no se da cuenta hasta que Sombra se lo insinúa.

#### Personajes extras.
Audrey Burton: Es la viuda de Robbie y antigua amiga de Sombra y Laura. Ahora odia tanto a Sombra como a Laura y a su difunto marido. Tiene una relación sentimental con su primo segundo Chad Mulligan, el sheriff de Lakeside, que termina un día después de que Sombra es arrestado.
Robbie Burton: Marido de Audrey, amigo de Sombra y amante de Laura, iba a ofrecerle un puesto de trabajo a Sombra nada más salir de la cárcel pero unos días antes tuvo un accidente de tráfico con Laura y ambos fallecieron.
Bilquis-La Reina de Saba: Es una prostituta de Los Ángeles, que atrae a sus clientes para "absorberlos". Finalmente acaba muriendo atropellada por uno de los Nuevos Dioses con su limusina después de haberla engañado. Solo aparece dos veces en toda la novela demostrando con su muerte que los dioses ya no son inmortales y pueden sufrir daño.
Sweeney El Loco: Un duende, trabajaba para Wednesday y cuando Sombra salió de la cárcel lo puso aprueba con una pelea en un bar para ver hasta donde estaba dispuesto a llegar Sombra y si era buena idea contratarlo como guardaespaldas de Wednesday. Murió bebiendo alcohol en Cairo, y su cuerpo fue llevado a la funeraria de Jacquel & Ibis. En su primer encuentro con Sombra, le dio una moneda mágica, y este la dejó en la tumba de Laura. Gracias a esa moneda, Laura volvió a la vida como zombi.
Las Zoryas: Polunochnyaya, Utrennyaya y Vechernyaya. Las tres mujeres que viven con Chernobog en el apartamento de Chicago, uno de los primeros sitios a los que acuden Wednesday y Sombra buscando aliados para su empresa. Las tres mujeres corresponde a las tres etapas del día: la mañana, la tarde y la noche. La Zorya de la noche acaba regalándole a Sombra la mismísima Luna. Zorya Polunochnyaya parece tener un enamoramiento hacia Sombra.
Whiskey Jack-Wisakedjak: Un anciano que vive en una casa en las montañas y que se niega a ayudar a Wednesday, y es amigo de Apple Johnny.
Apple Johnny-Johnny Appleseed o John Chapman: Sombra lo conoció en la casa de Whiskey Jack y tampoco pareció llevarse muy bien con Wednesday.
Bast o Bastis-Bastet: es la compañera de Jacquel e Ibis, la mayor parte del tiempo permanece en su forma de gato ya que es la diosa gato Bastet. Puede saber qué pasa en cualquier lugar "donde haya uno de los suyos". Le gusta Sombra desde que lo conoció y al parecer tuvieron un acercamiento muy significativo una noche, que Sombra creyó haber soñado.

## Curiosidades
Muchos lugares reales y turísticos aparecen en el libro, como la "Casa en la Roca" (y su "carrusel más grande del mundo") y Rock City. Gaiman aclara en una introducción que utilizó muchos lugares reales que uno puede realmente visitar.
Según Gaiman, American Gods no está basado en la historia de Diana Wynne Jones Eight Days of Luke, aunque según él, "tienen cierto parecido, como primos segundos separados hace mucho".
En la narración, se describe a una niña mendiga y su perro. Los personajes son Delirio y Barnabás, personajes de los cómics de Sandman.
Música
La canción Secrets of american gods de Blind Guardian (album Machine gods) está basada en esta obra según palabras del propio autor.

## Premios
El libro ganó, en el 2002, el premio Hugo, el premio Nébula, el premio Locus y el Bram Stoker, todos a la mejor novela. También fue nominado al premio BSFA.

## Refererencias
1. ↑   La palabra wednesday en inglés viene de Woden's day, el día de Woden, uno de los nombres de Odín.
2. ↑  «BLIND GUARDIAN Studio Report 3 | Metal Sound Magazine». web.archive.org. 26 de febrero de 2022. Consultado el 19 de enero de 2025.